# Lambert Studený
Lambert Studený (19. ledna 1864 Runářov – 31. prosince 1933 Lilienfeld) byl český (resp. moravský) cisterciácký mnich působící v Rakousku, pastorální teolog a vyučující na řádovém teologickém učilišti v Heiligenkreuzu.

## Život
Narodil se v dělnické rodině v Runářově u Prostějova. Vstoupil do cisterciáckého kláštera v Lilienfeldu a v letech 1884–1888 studoval teologii v Heiligenkreuzu. Ve studiích pak pokračoval další čtyři roky v Innsbrucku. Studia ukončil v roce 1892 doktorátem z teologie. Věnoval se pastorální teologii, resp. liturgice, kterou vyučoval v letech 1892–1902 v Heiligenkreuzu.
Pedagogickou činnost v roce 1902 po sporech s opatem Gregorem Pöckem ukončil a vrátil se do Lilienfeldu. Soukromě se nadále věnoval vědecké činnosti a vydal učebnici liturgiky. Zemřel v llienfeldském klášteře 31. prosince 1933.